# Проспект Незалежності (Харків)
Проспе́кт Незалежності — вулиця в Шевченківському районі Харкова. Починається від Клочківського узвозу, огинає півколом задні фасади Держпрому і північного корпусу університету, далі по прямій підходить до Сумської вулиці. З лівого боку до проспекту Незалежності підходять вулиці Юри Зойфера і Леся Курбаса, які розташовані напроти проїздів під галереями Держпрому. Далі проспект Незалежності перетинається з проспектом Науки, зліва підходить Літературна вулиця, далі перетинається з вулицею Трінклера і дотикається до Сумської вулиці. Від початку і до перетину з Літературною вулицею проспект Незалежності по осі розділений сквером.

## Історія

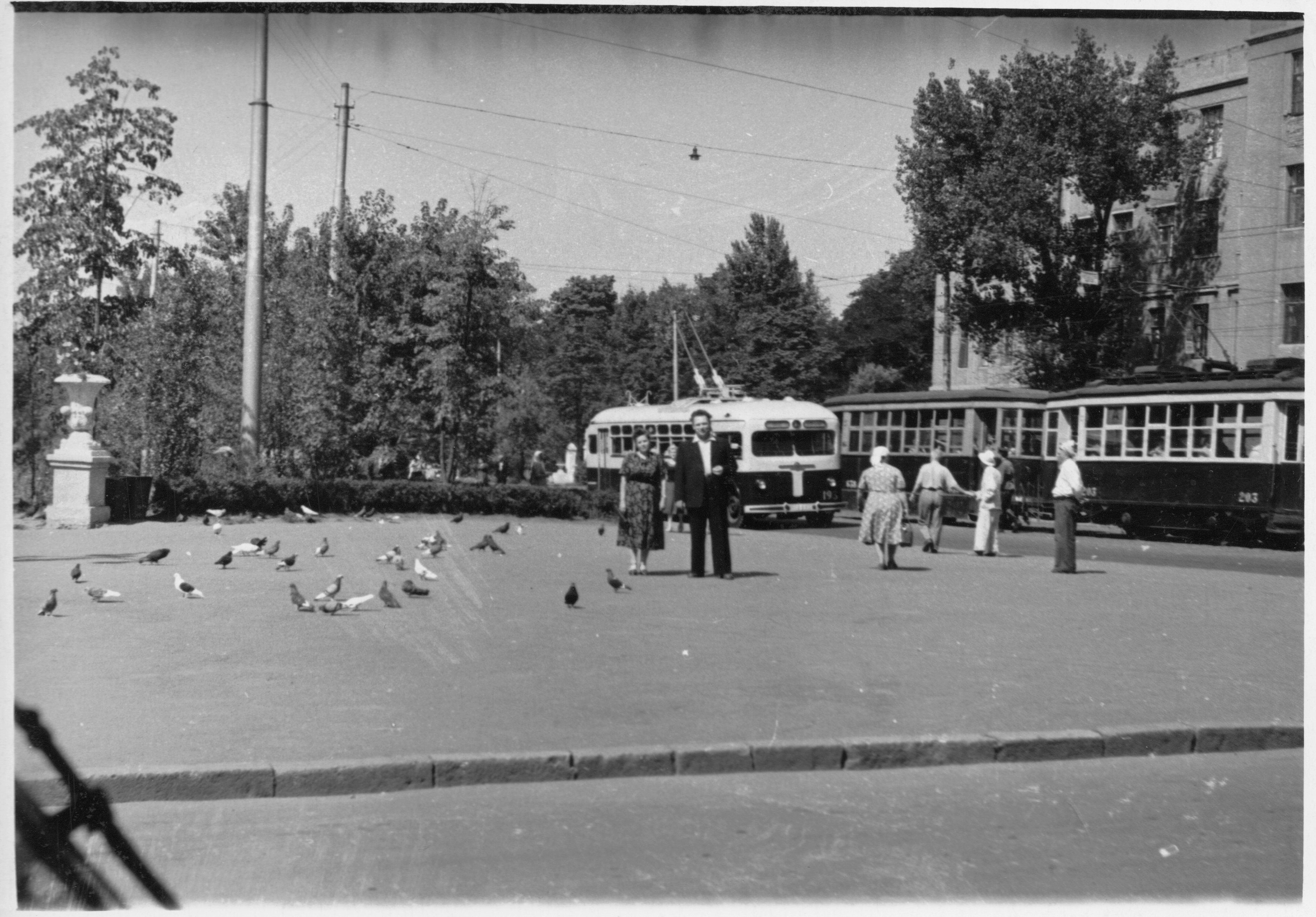
1950—1953 рр. Вид на проспект Незалежності з перехрестя з вул. Трінклера

Територія на північний захід від Сумської вулиці в XIX — поч. XX століть належала Харківському університету. Вона була зайнята будівлями медичного факультету. В той час на місці сьогоднішнього проспекту існував лише відрізок від вулиці Трінклера до Сумської, який носив назву Харитонівського провулку (до 20 вересня 1936 року), потім — Індустріального провулку (до 31 грудня 1953 року).
У 1924 році, у період, коли Харків був столицею радянської України, була розроблена попередня схема розвитку цієї частини міста (архітектор В. К. Троценко). Тоді були заплановані три концентричні кола, розділені на квартали радіальними вулицями.
У 1925 р. було прийняте рішення про спорудження Держпрому. Для нього виділили три суміжних квартали внутрішнього кола. Це поклало початок розбудові, зокрема, і нового проспекту. Спочатку відрізок від Клочківського узвозу до вулиці Трінклера отримав назву Кільцевої 1-ї вулиці (до 20 вересня 1936 р.)
Загалом, забудова кварталів цього району була завершена в довоєнні роки.
Вулиця від Клочківського узвозу до Сумської отримала назву проспекту «Правди», на честь газети «Правда». 17 травня 2016 р. проспект «Правди» було перейменовано на проспект Незалежності.

## Будинки
Особливе значення мають будинки-пам'ятки архітектури періоду конструктивізму.
- Буд. № 1 — Житловий будинок «Табачник», архітекторів А. З. Когана і П. І. Фролова, 1931 р. Будинок був серйозно пошкоджений в результаті російського обстрілу[2]. Під час удару постраждали 52 людини, а стіни будинку покрилися великими тріщинами[3][4].
- Буд. № 5 — Житловий будинок «Червоний промисловець», арх. С. М. Кравець, 1931 р. Значна кількість квартир призначалася для робітників і службовців Харківського тракторного заводу. Також відомо, що у цьому будинку проживали члени уряду України.[5]
- Буд. № 7 — Комплекс із чотирьох житлових будинків, так званий «Будинок фахівців», архітектор Л. С. Лемиш, 1934-1936 роки. В квартирі № 108 мешкав український графік Лев Михайлович Перешкольник[6].

Ближче до Сумської вулиці розташована стара забудова проспекту.
- Буд. № 11 — Клініка нервових захворювань, архітектор В. В. Величко, 1911 рік.
- Буд. № 12 — У цьому будинку розташований Анатомічний музей Харківського національного медичного університету.[7]
- Буд. № 13 — Під цим номером на сьогодні існує Харківська обласна клінічна лікарня[8] (так зване «клінмістечко»). Її корпуси були побудовані наприкінці XIX століття архітектором А. К. Шпігелем(інші мови). Один з корпусів був надбудований, і нині у ньому розміщується Апеляційний господарський суд.
- Буд. № 17 — Житловий будинок для робітників ДПУ,[9] архітектор А. В. Межеровський, 1928 рік.

Окремо, як новобудову, слід відзначити «Харків Палац» (Буд. № 2), п'ятизірковий готель, побудований до Євро-2012 у 2011 році.

## Пам'ятники
- На перехресті проспектів Незалежності та Науки 22 серпня 2004 року встановлено пам'ятник засновникам Харкова. Скульптор Зураб Церетелі.
- На місці, де Літературна вулиця підходить до проспекту Незалежності, 23 серпня 2010 року встановлено стелу з державним прапором України[10].
 7 квітня 2015 року невідомі зчинили акт вандалізму, підірвавши стелу й пошкодивши її.[11] Стелу було відновлено[12].

## Галерея

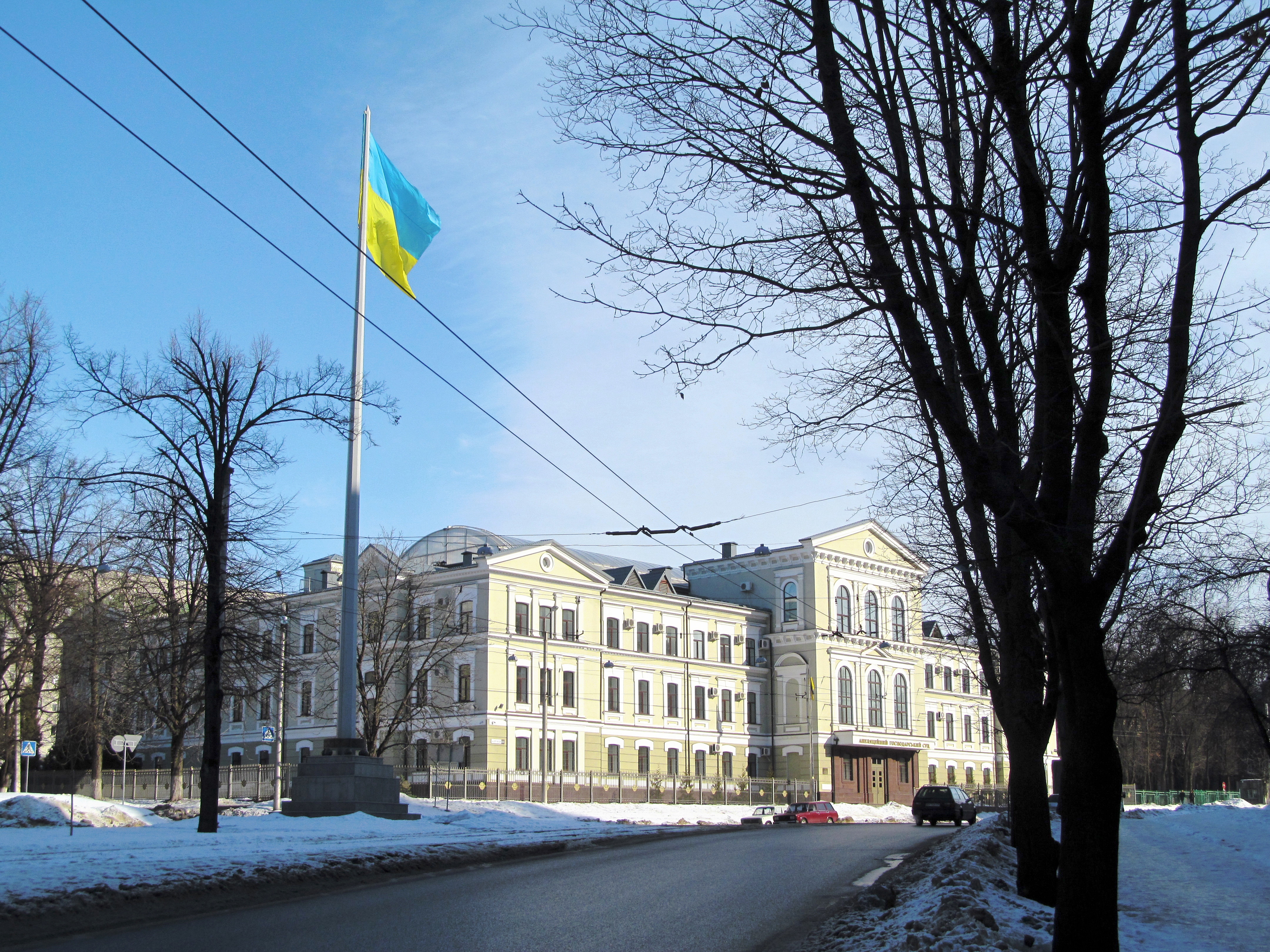
Державний прапор України. Позаду Апеляційний господарський суд
Пам'ятник на честь 350-річчя заснування Харкова
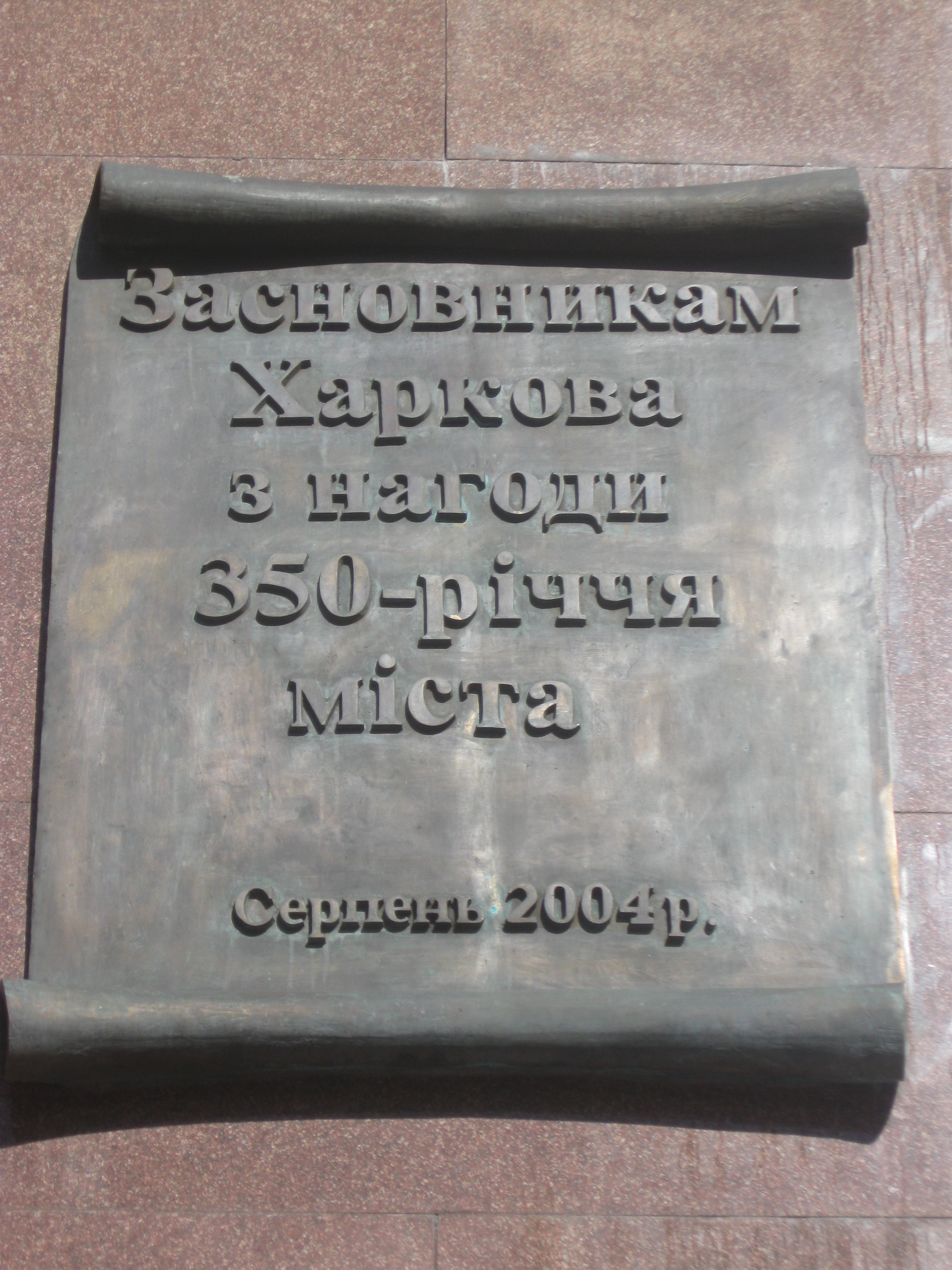
Табличка на пам'ятнику